# Пакистан
Пакиста́н (урду پاکِستان‎ [paːkɪˈst̪aːn] — «земля чистых», англ. Pakistan [ˈpækɪstæn] или [pɑːkiˈstɑːn]), полное название — Исла́мская Респу́блика Пакиста́н (урду اسلامی جمہوریہ پاکِستان‎ Ислами́ Джумхури́я Пакиста́н, англ. Islamic Republic of Pakistan) — государство в Южной Азии, образованное в результате раздела территории Британской Индии в 1947 году.
Омывается водами Аравийского моря на юге, граничит с Ираном на юго-западе, Афганистаном на северо-западе и севере, Китаем на северо-востоке и Индией на востоке.
Столица — Исламабад. Государственный язык — урду, официальный — английский. 
Пакистан — пятая по численности населения страна в мире с населением в 241 499 431 житель, по данным переписи 2023 года, и вторая по численности мусульманского населения после Индонезии (233 и 235 млн мусульман, соответственно). Страна является участником ООН, Содружества наций, Всемирной торговой организации, Шанхайской организации сотрудничества, членом развивающихся стран «Группы 77», непостоянным членом Совета Безопасности ООН (2025—2026).

## Этимология
Название «Пакистан» дословно означает «земля чистых» на урду и персидском языке — от слова pāk, означающем «чистый» в персидском языке и в пушту. Суффикс ستان (-stān) является персидским словом, означающим место, а также напоминает синонимичное санскритское слово sthāna स्थान.
Название страны было создано в 1933 году Рахматом Али, активистом движения за независимость. Оно было написано в его брошюре «Сейчас или никогда», где он использовал его в качестве акронима без буквы «и» («тридцать миллионов мусульманских братьев, которые живут в ПАКСТАНЕ») — от названий пяти северных регионов Британской Индии: Пенджаб, Афгания, Кашмир, Синд и Белуджистан. Буква «и» была впоследствии включена в название для облегчения произношения, при этом само произношение стало более благозвучным.

## Физико-географическая характеристика

### Географическое положение

Физическая карта Пакистана

Пакистан расположен на северо-западе Южной Азии, вытянувшись с юго-запада на северо-восток на 1500 км. В пределах Пакистана можно выделить три орографические области — равнинный восток, среднегорный запад и высокогорный север. На юге территория Пакистана омывается водами Аравийского моря, образующего низкие, слабо изрезанные берега.

### Рельеф

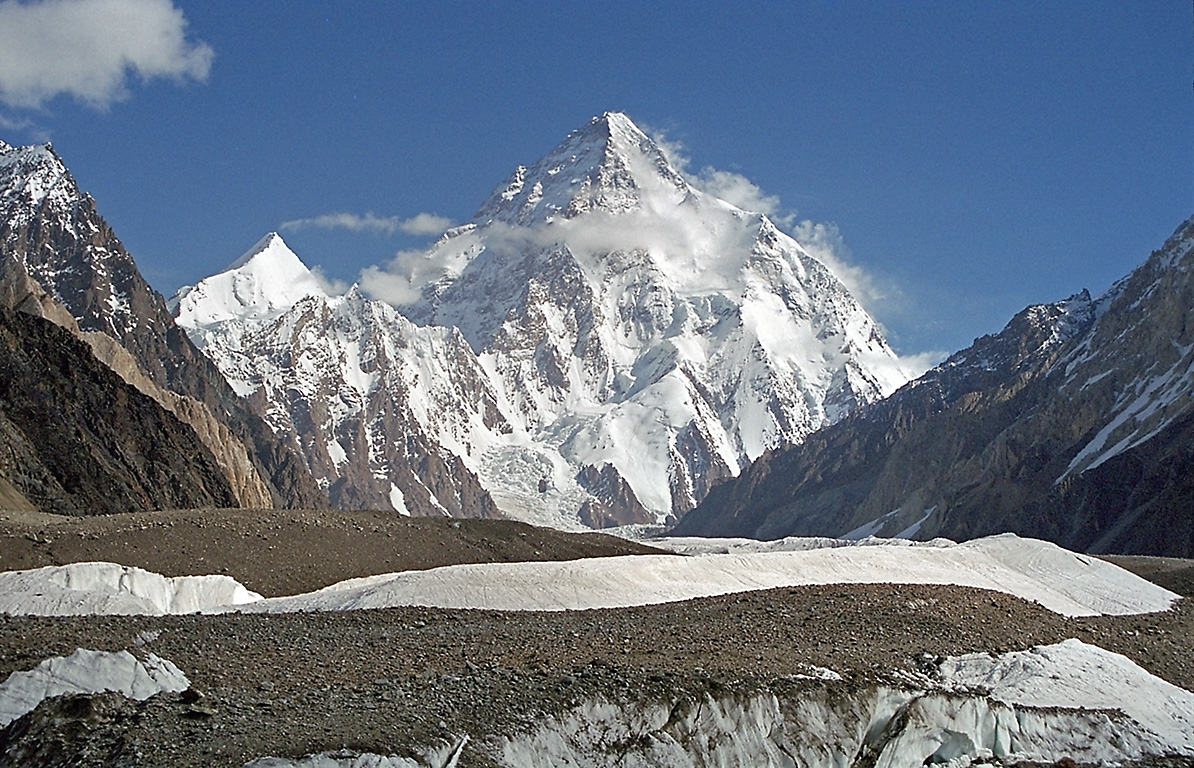
Чогори — вторая по высоте гора в мире (8611 м)

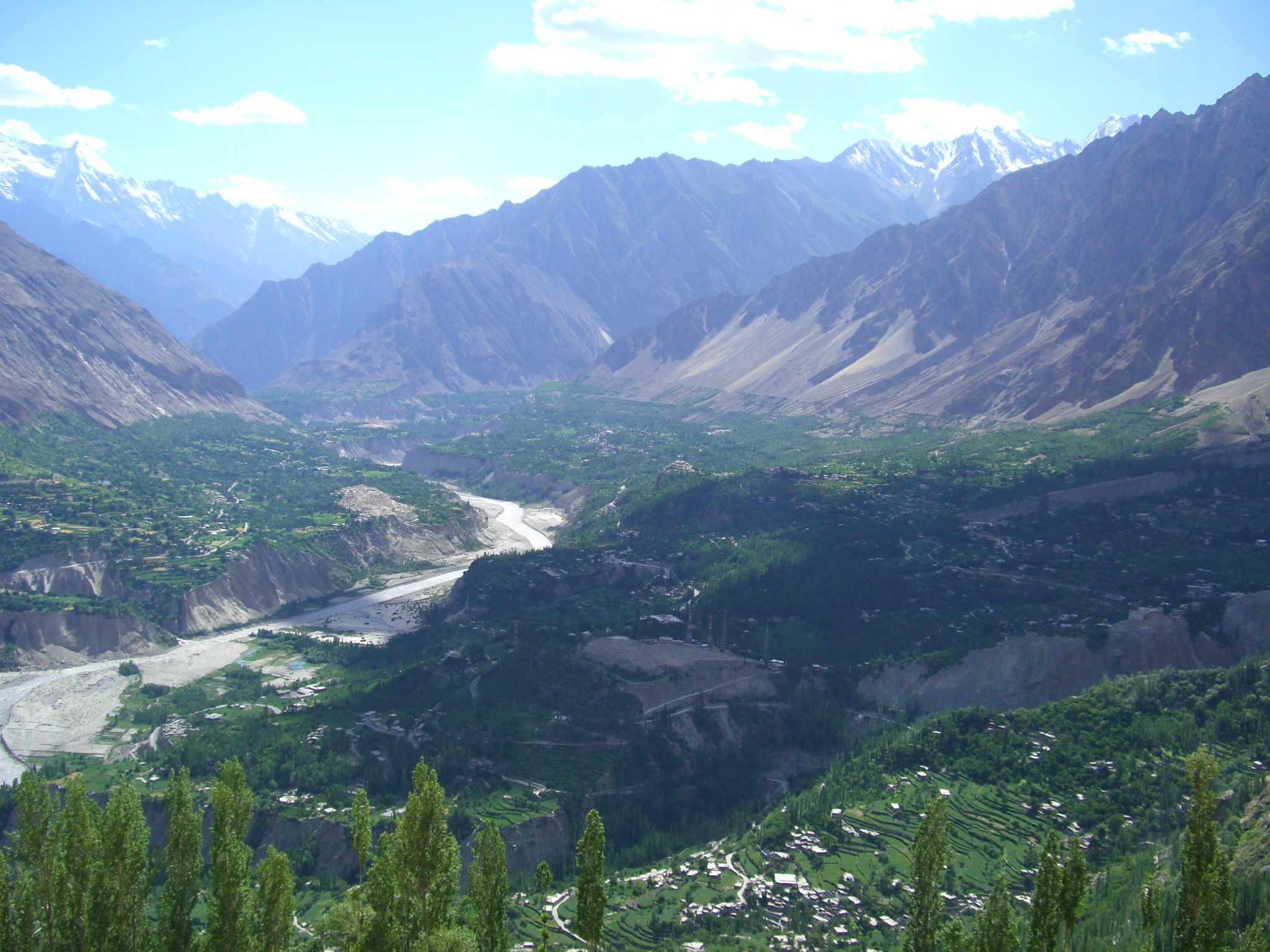
Гилгит-Балтистан

Аллювиальная низменность долины Инда является западной частью Индо-Гангской равнины, расположенной на окраине Индостанской платформы. Она почти целиком лежит ниже 200 м и отличается однообразным монотонным рельефом с малыми уклонами. Бо́льшая часть низменности по левобережью Инда занята пустыней Тар. Западную и северо-западную части Пакистана занимают окраинные хребты Иранского нагорья — Макран, Киртхар, Чагаи, Тобакакар, Сулеймановы горы, представляющие собой почти параллельные цепи гор высотой до 3452 м. Склоны хребтов, обращённые к Аравийскому морю и Индо-Гангской равнине, — крутые; противоположные, понижающиеся к плоскогорьям Белуджистана, — пологие. В пределах Белуджистана высокие (до 3000 м), относительно выровненные участки чередуются с межгорными котловинами, расчленёнными многочисленными сухими руслами рек. Наиболее мощные горные цепи с глубоко расчленёнными речными долинами и покрытые крупными ледниками расположены на крайнем севере Пакистана и относятся к горным системам Гиндукуша, Гималаев и Каракорума. Последний расположен на контролируемой Пакистаном части Кашмира. Высшие точки страны — гора Тиричмир (7690 м) в Гиндукуше и гора Чогори (8611 м) в Каракоруме. На территории Пакистана располагается около 40 вершин превышающих 7000 метров. Все горные районы Пакистана относятся к молодому Альпийско-Гималайскому подвижному поясу.
Важнейшими полезными ископаемыми являются нефть, газ и каменный уголь, приуроченные к осадочным комплексам окраин Индостанской платформы, и руды чёрных и цветных металлов в складчатых областях.

### Климат
Климат в Пакистане сухой континентальный тропический, на северо-западе — субтропический, в горах на севере страны — более влажный с чётко выраженной высотной поясностью. Зима на равнине тёплая (+12…+16 °C, на побережье до +20 °C), в высокогорьях — суровая (до −20 °C). Лето жаркое (в пустынях — +35 °C, на побережье — +29 °C, в горах и на плоскогорьях Иранского нагорья — +20…+25 °C), в высокогорьях — морозное (на высотах от 5000 м — ниже 0 °C). Осадков в год выпадает от 50 мм в пустыне Тар до 100—200 мм в Синде, 250—400 мм в долинах и на плоскогорьях Иранского нагорья, 350—500 мм в предгорьях и 1000—1500 мм в горах на севере страны. Бо́льшая часть осадков выпадает во время юго-западного муссона (в июле — сентябре), в пределах Иранского нагорья — в зимне-весенний период.

### Гидрология
Крупнейшей рекой Пакистана является Инд, бассейну которого принадлежит бо́льшая часть страны. Реки на западе — или бессточные, или имеют местный сток в Аравийское море. Главный приток Инда — Сатледж, собирающий воды основных рек Пенджаба (Чинаб, Рави, Джелам, Биас) и отдающий воду крупным оросительным каналам (Дипалпур, Пакпаттан, Панджнад). На крупных реках отмечается летнее половодье, обусловленное муссонными дождями и таянием ледников в горах.

### Национальные парки

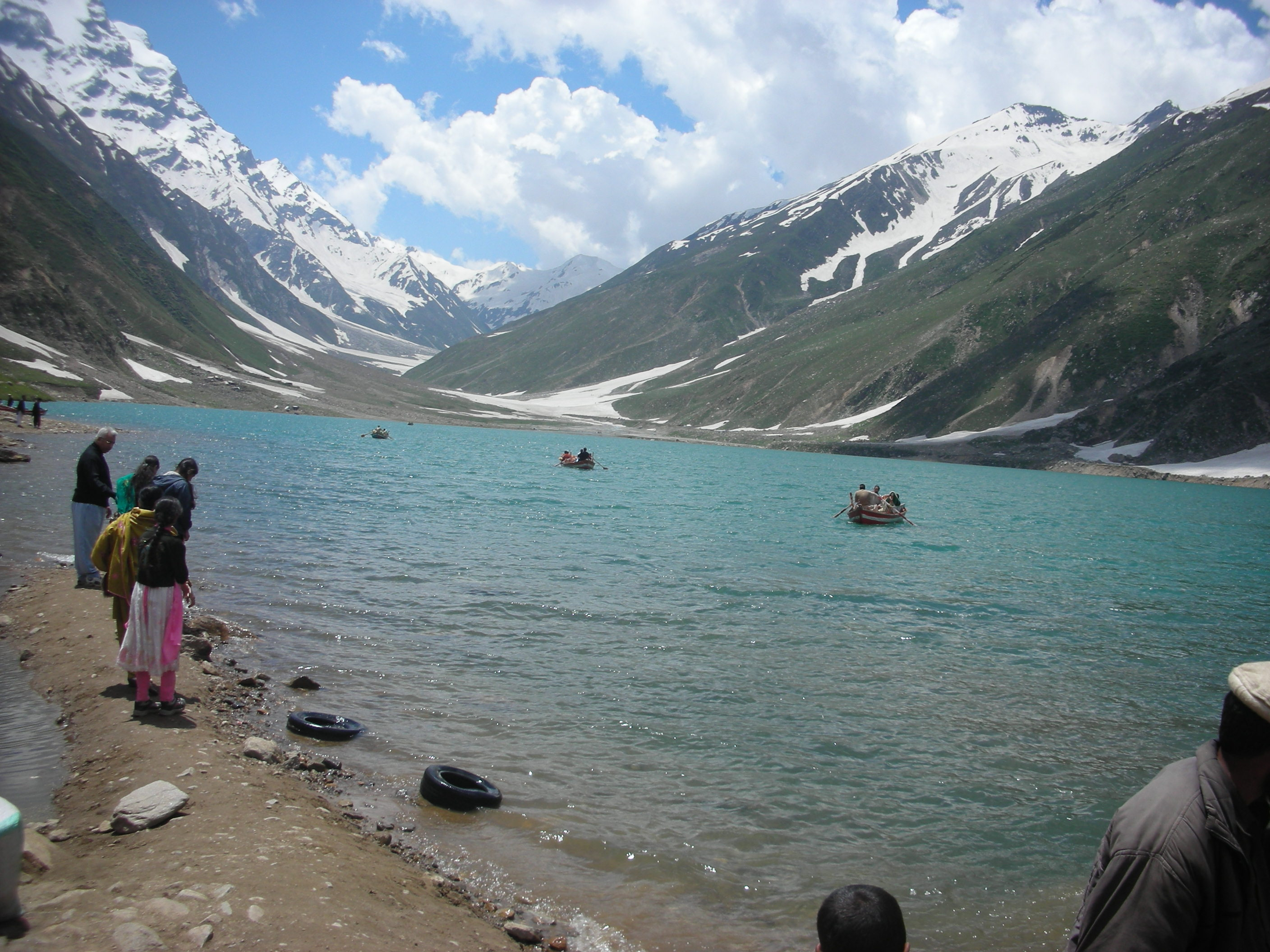
Сайфул Мулук

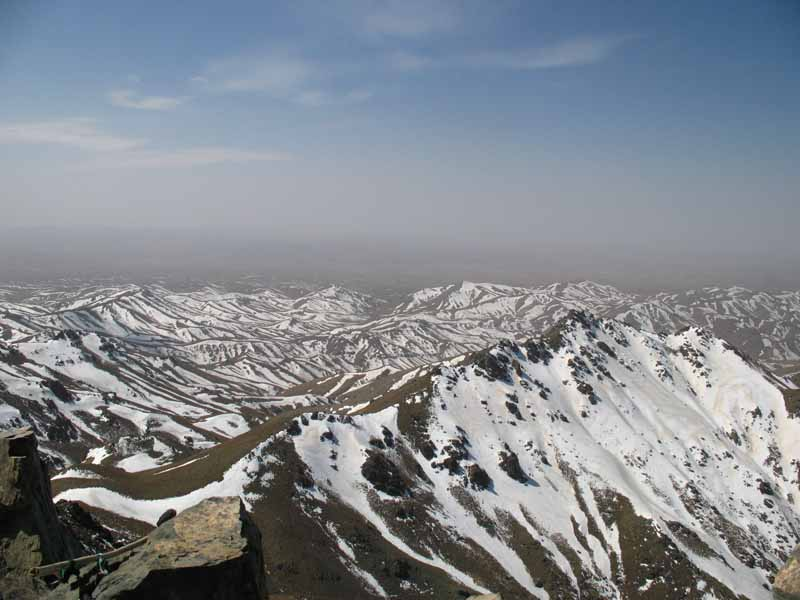
Хазарганджи-Чилтан

Национальные парки Пакистана созданы для защиты и сохранения выдающихся пейзажей и дикой природы в естественном состоянии. Защита и охрана окружающей среды в Пакистане была впервые включена в Конституцию 1973 года, однако Постановление об охране окружающей среды было принято только в 1983 году. В соответствии с законодательством «Современных охраняемых территорий», национальные парки могут использоваться для научных исследований, образования и отдыха. В них запрещается строительство дорог и домов отдыха, очистка земли для сельскохозяйственных нужд, загрязнение воды, использование огнестрельного оружия, уничтожение диких животных. Администрированием парков занимаются следующие государственные ведомства: Министерство по охране окружающей среды и Управление по биоразнообразию.
По состоянию на 2010 год в Пакистане насчитывается 25 национальных парков, 19 из них находятся под контролем государства, а остальные находятся в частных руках. Старейший национальный парк Лал Суханра в районе Бахавалпура, был создан в 1972 году. Это единственный национальный парк, который существовал и до объявления независимости страны, кроме того, это единственный биосферный заповедник Пакистана. Последний из парков, Кала Читта, был создан в 2009 году. Центральный Каракорум в Гилгит-Балтистане является крупнейшим национальным парком страны, охватывая территорию общей площадью около 1 390 100 гектаров. Самый маленький национальный парк — Айюб, общей площадью около 931 гектаров.

### Растительность

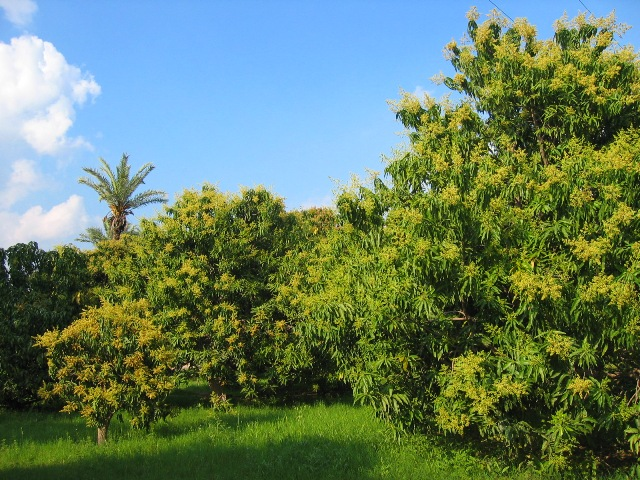
Манговый сад около Мултана

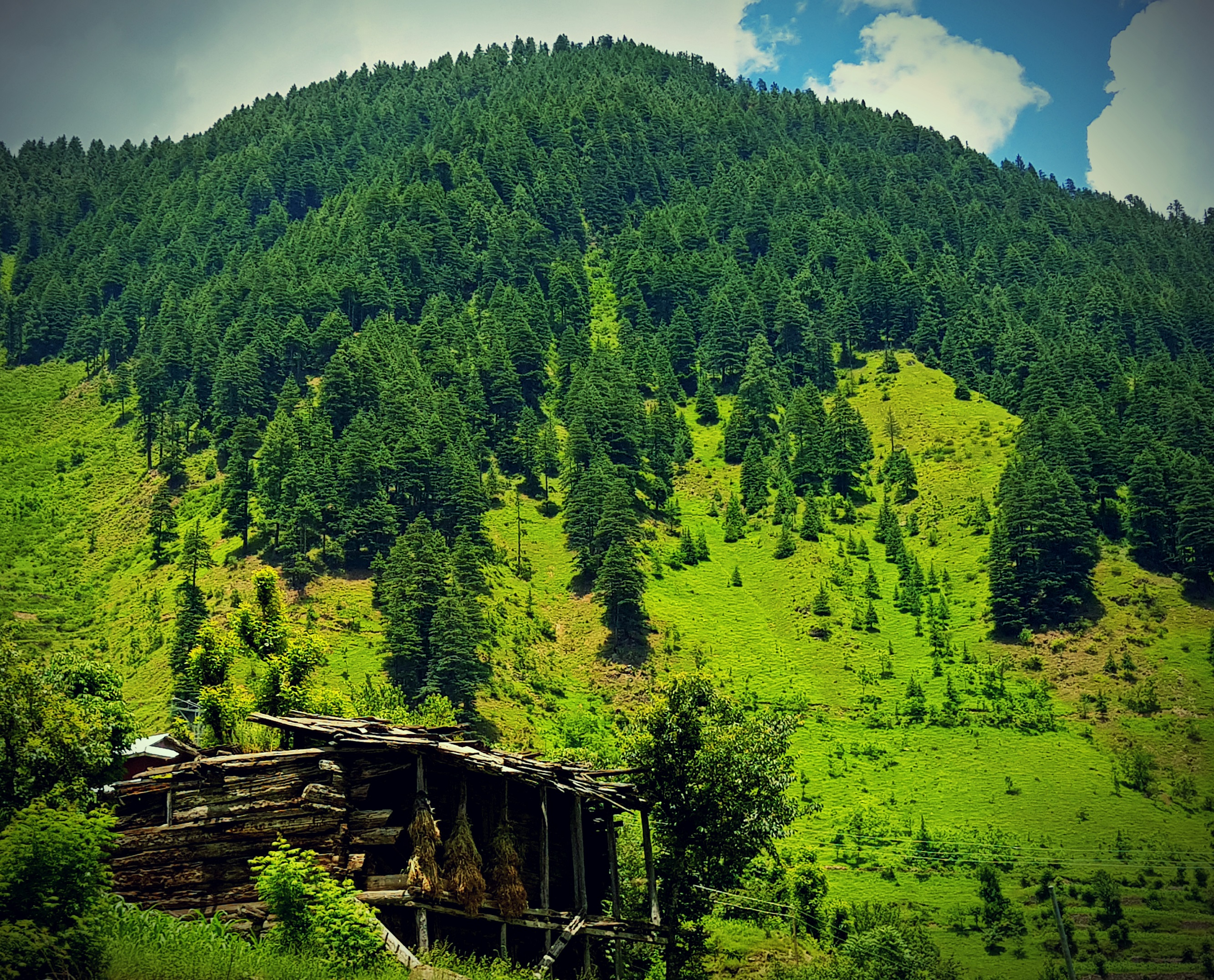
Лес в горах Кашмира

Растительность Пакистана — преимущественно полупустынная и пустынная; наиболее скудная — в пустыне Тар, где преобладают песчаные гряды, полузакреплённые ксерофитными кустарниками (акации, каллигонум) и жёсткими травами. На равнине Инда естественная растительность — полупустыни и опустыненные саванны (чий, полыни, каперсы, астрагалы), вдоль Инда и других рек — полосы тугаев, в дельте Инда и вдоль побережья Аравийского моря — местами мангровые заросли. На Иранском нагорье распространены полупустынные формации колючих подушковидных кустарников, в горах Белуджистана — редкие заросли фисташки и арчи. В горах на севере страны на высоте 1500—3000 м — отдельные участки листопадных (дуб, каштан) и хвойных (ель, пихта, сосна, гималайский кедр) лесов. В долинах вблизи селений — плантации финиковой пальмы, цитрусовых, маслин, фруктовые сады. Вдоль оросительных каналов часты насаждения шелковицы.

### Животный мир

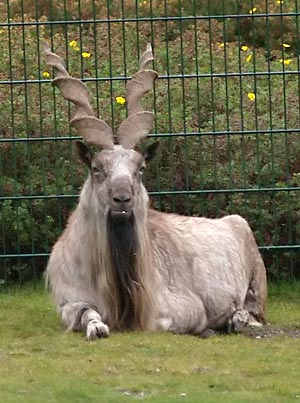
Винторогий козёл — один из национальных символов Пакистана

Животный мир Пакистана представлен индо-африканскими, центральноазиатскими и средиземноморскими видами. Из крупных млекопитающих в горах водятся леопард, ирбис, бурый и белогрудый медведь, лисица, дикие козлы и бараны, персидская газель; на равнинах — гиены, шакалы, кабаны, антилопы, джейраны, куланы, дикие ослы, многочисленные грызуны. Разнообразен мир птиц (орлы, грифы, павлины, попугаи). Много змей, в том числе ядовитых; в Инде водятся крокодилы. Из беспозвоночных распространены скорпионы, клещи, Аравийское море богато рыбой (тунец, сельдь, морской окунь, индийский лосось), ракообразными (креветки) и морскими черепахами.

## История

### Древний период

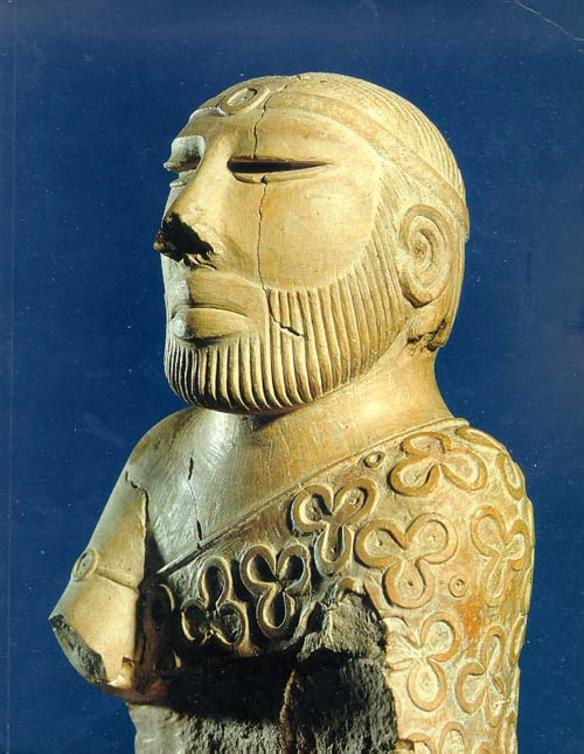
Статуэтка жреца из Мохенджо-Даро

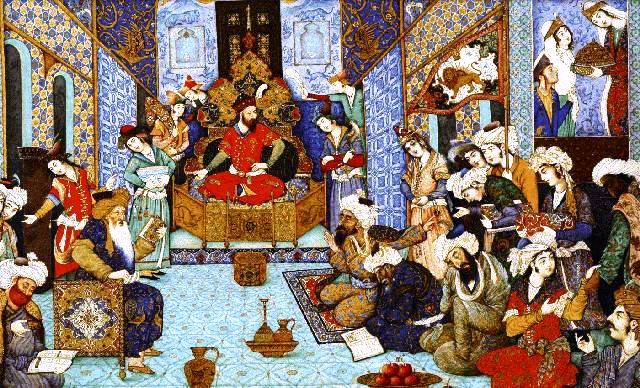
Изображение султана Махмуда Газневи при его дворе, где собраны дворяне и дворянки

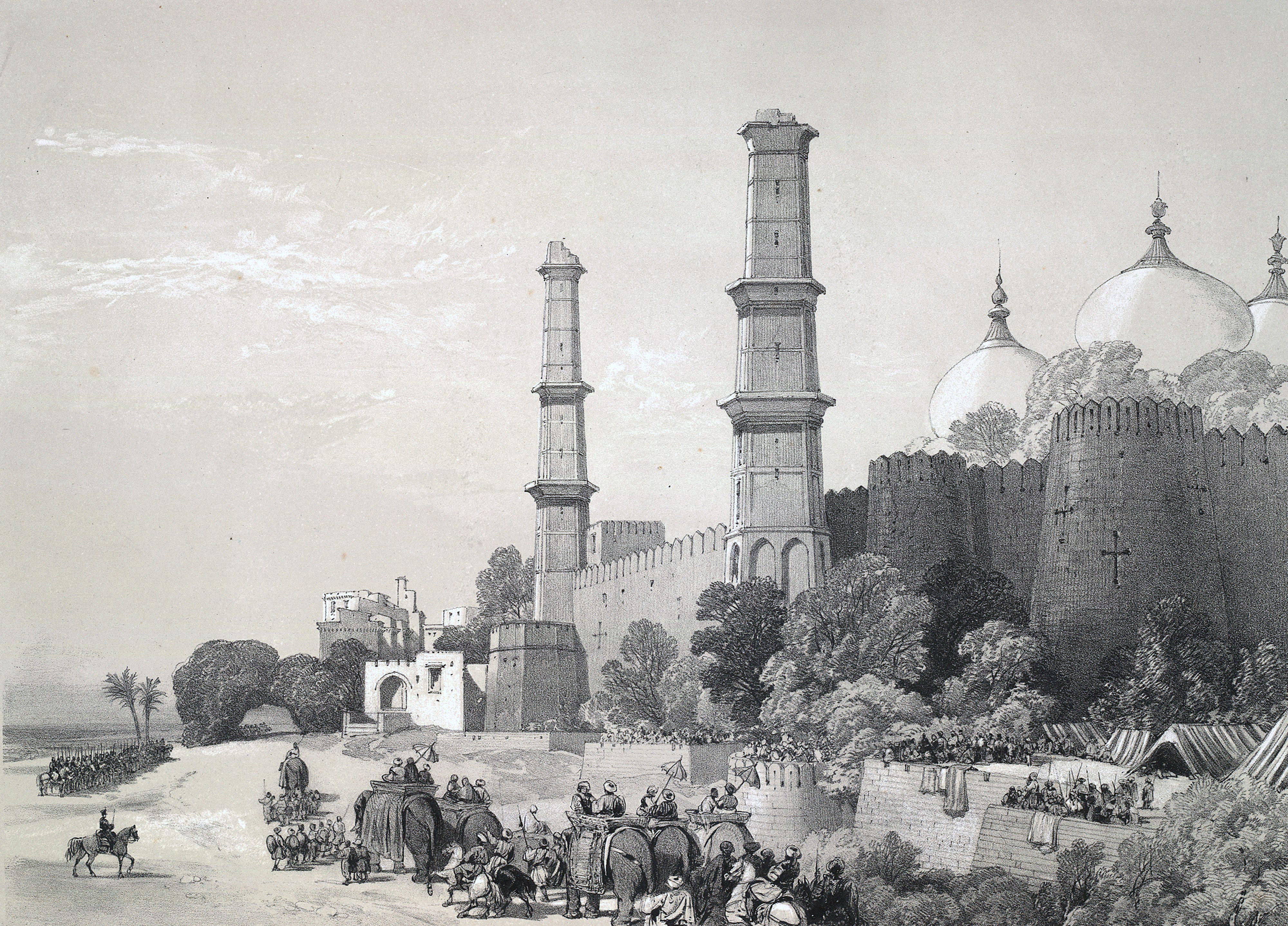
Мечеть Бадшахи с повреждёнными минаретами во время сикхского правления

В III—II тысячелетиях до н. э. на территории Пакистана был центр одной из древнейших цивилизаций в истории человечества — Хараппской. Во II тыс. до н. э. территорию Пакистана заселили арии. В результате походов Александра Македонского на западноиндийские княжества (такие, как Таксила) оказывает влияние культура эллинизма. В I в. н. э. образуется мощное Кушанское царство — первый очаг распространения буддизма.
С VIII века н. э. на территории страны начинается распространение ислама. В Средние века образуются крупные мусульманские государства во главе с Газневидами и Гуридами. В XIII веке территория входит в состав Монгольской империи. После распада Монгольской империи территория входит в государство Тимуридов, которое распадается на несколько государств. Бабур, один из представителей династии Тимуридов в XVI веке основал империю Великих Моголов. После распада которой в XVIII веке происходит подъём сикхского национализма в Синде, Белуджистане, Пенджабе.

### Колониальный период
В XIX веке территория современного Пакистана была захвачена английскими войсками и включена в состав Британской Индии.
Одним из духовных основателей государства был поэт Мухаммад Икбал, глава Мусульманской Лиги, организации лидеров сепаратистских тенденций. Именно Икбал предложил в 1930 году создать независимое мусульманское государство, в которое вошли бы Пенджаб, Синд, Северо-Западная пограничная провинция (СЗПП) и Белуджистан. Название для государства ещё в 1933 году предложил студент-мусульманин Чаудхури Рахмат Али, учившийся в Кембридже. Пакистан дословно означает «страна чистых», это акроним: «П» — от Пенджаба, «А» — от афганцев с границы (то есть пуштунов СЗПП), «К» — от Кашмира, «С» — от Синда, а «тан» — от Белуджистана. 24 марта 1940 года в Лахоре была принята историческая Лахорская резолюция, которая провозглашала принципы существования мусульманской общины в независимом государстве.

### Современный период
В 1947 году при разделе Британской Индии благодаря усилиям Мусульманской лиги образовалось государство Пакистан, в которое вошли северо-восточные и северо-западные районы Индостана преимущественно с мусульманским населением. Первым генерал-губернатором Пакистана в качестве самостоятельной административной единицы был Джинна, первым премьер-министром страны — Лиакат Али Хан. В 1958 году в стране произошёл первый военный переворот, к власти пришёл генерал Мухаммед Айюб Хан.
В 1965 и 1971 годах Пакистан вёл войны с Индией. В 1971 году Восточный Пакистан становится независимым государством Бангладеш. В 1977 году произошёл военный переворот. В этот период Пакистан выступал на стороне США и поддерживал моджахедов (душманов), которые вели антиправительственную войну в соседнем Афганистане. В Пакистане располагались тренировочные лагеря моджахедов. После гибели президента Зия-уль-Хака в авиационной катастрофе 17 августа 1988 года к власти пришёл председатель сената Гулам Исхак Хан.
Исполняющий обязанности президента Гулам Исхак Хан назначил новые выборы в парламент, на которых Пакистанская народная партия получила относительное большинство. Премьером страны стала Беназир Бхутто. Новое правительство вернуло демократические права и свободы и отменило чрезвычайное положение. Тем не менее ситуация в стране продолжала ухудшаться, то и дело вспыхивали вооружённые столкновения в Синде. В августе 1990 года правительство Бхутто было отправлено в отставку.
После прошедших выборов новым премьером стал Наваз Шариф.
В 1990-е годы происходит развитие ядерной программы Пакистана под руководством Абдул Кадыр Хана, что стало причиной введения США санкций против Пакистана. В 1999 году произошёл военный переворот, к власти пришёл генерал Первез Мушарраф.
С начала 2000-х годов северо-западный регион Пакистана Вазиристан является оплотом движения Талибан. В 2004 году талибы захватили фактическую власть в регионе.
После 11 сентября 2001 года Пакистан официально прекратил поддержку режима талибов и поддержал вмешательство США против талибов.
18 февраля 2008 года в Пакистане прошли всеобщие выборы, которые из-за убийства Беназир Бхутто были перенесены с 8 января 2008 года. На выборах Пакистанская народная партия получила большинство голосов и сформировала альянс с Пакистанской мусульманской лигой. 18 августа 2008 года Первез Мушарраф ушёл с поста президента Пакистана в условиях угрозы импичмента. В ходе президентских выборов, которые последовали после этого, кандидат Пакистанской народной партии Асиф Али Зардари одержал победу и стал президентом Пакистана.
По данным на июнь 2009 года территории Пакистана, граничащие с Афганистаном, почти не контролируются властями этого государства. 7 мая 2009 года премьер-министр Пакистана Юсуф Реза Гилани объявил о том, что он отдал приказ армии уничтожить террористов. Начались бои с применением авиации, танков и артиллерии с целью захватить административный центр округа Сват — города Мингора.
28 апреля 2011 года произошёл пограничный конфликт между Афганистаном и Пакистаном возле города Ангур-Ада. 12 солдат вооружённых сил Афганистана и один пограничник Пакистана погибли в ходе боя. Три пакистанских пограничника и восемь мирных жителей Ангур-Ады получили ранения.
Согласно данным Thomson Reuters Foundation, опубликовавшего по итогам 2018 года рейтинг самых опасных для женщин стран мира, Пакистан занимает шестую позицию в списке государств с наибольшим количеством угроз для женщины в плане здравоохранения, доступа к экономическим ресурсам, обычной жизни, сексуального насилия и торговли людьми.

## Государственное устройство

### Основы государственного строя
Пакистан — федеративная республика смешанного типа, состоящая из 4 провинций (Пенджаб, Синд, Хайбер-Пахтунхва (ранее Северо-Западная пограничная провинция) и Белуджистан). Помимо провинций в состав Пакистана также входят Федеральная столичная территория и регионы Гилгит-Балтистан и Свободный Кашмир (последний де-юре признаётся Пакистаном независимым государством, но фактически является его частью), оспариваемые Индией. Основным законом государства является конституция, принятая в 1972 году. Конституция 1972 года отменялась в 1977 году, была восстановлена в 1985 году и в настоящее время действует с рядом поправок. Основные институты пакистанской государственности были сформированы в первые годы независимого развития страны.
Первая Конституция Пакистана была принята 23 марта 1956 года. В конституции было зафиксировано положение, что президентом страны должен быть мусульманин. Эта статья сохранилась и в конституции 1962 года, действовавшей при Айюб Хане. В 1972 году была принята новая Конституция, действовавшая до 1977 года, когда был совершён военный переворот во главе с генералом Зия-уль-Хаком, после чего её действие было приостановлено до 1985 года. Согласно ей, ислам является государственной религией страны.
Согласно Economist Intelligence Unit, страна в 2018 была классифицирована по индексу демократии как гибридный режим.

### Исполнительная власть
Главой государства является президент, в настоящее время — Асиф Али Зардари. Президент избирается федеральным парламентом сроком на 5 лет.
Президент Пакистана:
- является верховным главнокомандующим вооружёнными силами страны;
- обладает правом помилования, отмены и смягчения приговора любого суда;
- производит назначения:
  - премьер-министра,
  - членов правительства,
  - губернаторов провинций,
  - членов Верховного суда Пакистана и верховных судов провинций,
  - председателя Комиссии по делам государственной службы,
  - главного комиссара по проведению выборов и членов Избирательной комиссии,
  - высших военных лидеров.

Правительство, утверждаемое президентом, формирует и возглавляет премьер-министр, обычно представляющий партию или коалицию большинства в Национальной ассамблее. Премьер-министр должен обязательно являться мусульманином, назначается президентом из числа членов Национального собрания. Премьер должен пользоваться доверием большинства его депутатов. По его совету президент назначает министров. Правительство разрабатывает законопроекты и вносит их на обсуждение парламента.

### Законодательная власть

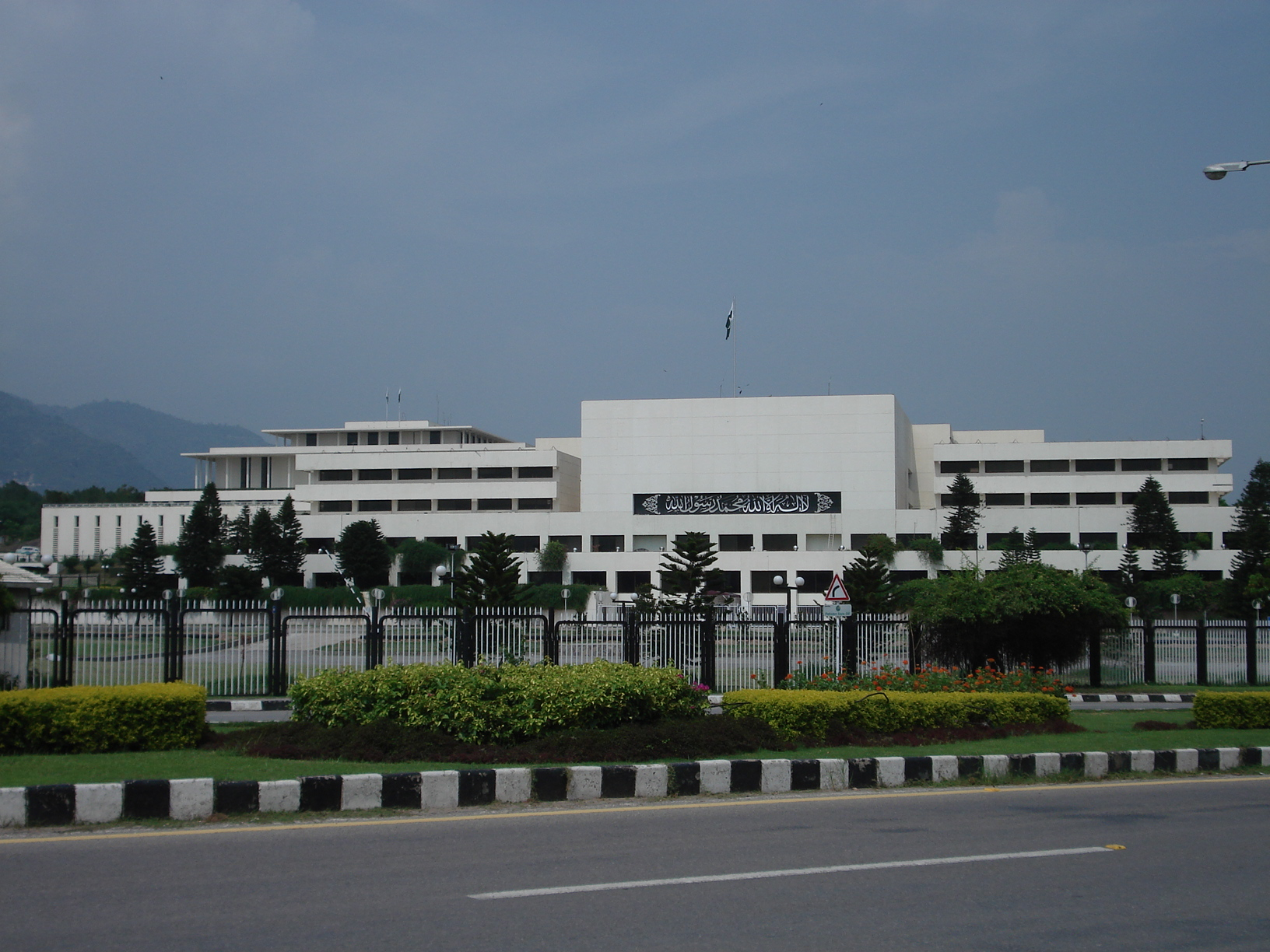
Здание парламента

Парламент Пакистана состоит из двух палат — Сената и Национальной ассамблеи.
Сенат состоит из 100 членов, избираемых депутатами нижней палаты федерального парламента и законодательных собраний провинций по мажоритарной схеме. Срок полномочий сената — 6 лет. Одна треть состава сената обновляется каждые 2 года. Председатель Сената — Юсуф Реза Гилани.
Национальная ассамблея состоит из 342 депутатов, 272 из которых избираются населением прямым тайным голосованием по системе пропорционального представительства сроком на 5 лет. 60 мест предоставлено женщинам, 10 мест зарезервированы за представителями религиозных меньшинств. Спикер Национальной ассамблеи — Сардар Садик.

### Судебная власть
Юридическая ветвь государственной власти представлена Верховным судом (члены которого назначаются президентом) и федеральным исламским шариатским судом.
Председатель и члены Верховного суда назначаются президентом. Верховный суд разбирает споры между центральным и провинциальными правительствами, а также между провинциями. ВС Пакистана является последней апелляционной инстанцией по делам, затрагивающим вопросы права, связанные с толкованием конституции, когда речь идёт о высших мерах наказания и т. д., даёт заключения по вопросам права, представленным на его рассмотрение президентом, осуществляет контроль над соблюдением основных прав граждан, принимает решения о конституционности тех или иных действий государственных органов и об их правомочности.
В провинциях существуют собственные Высшие суды, их председатели и члены назначаются президентом. Суды низших инстанций (от местного до окружного) делятся на уголовные и гражданские и назначаются провинциальными губернаторами.
В годы правления Зия-уль-Хака был создан также Федеральный шариатский суд, который решал, соответствуют ли законы канонам исламского права.

### Провинциальные органы
Провинциями управляют главные министры. Законодательные органы провинций — провинциальные ассамблеи, избираемые населением. Исполнительную власть осуществляют губернаторы, назначаемые президентом и правительства провинций, утверждаемое провинциальными ассамблеями.

### Внешняя политика
Внешняя политика Пакистана отличается нестабильностью, что является следствием истории страны, религиозного фактора и географического положения. Главной целью внешней политики является сохранение территориальной целостности и обеспечение безопасности Пакистана, которые находятся под угрозой с момента создания государства. В 1947 году страна обрела независимость после раздела Британской Индии, путём образования двух независимых суверенных государств — Индии и Пакистана. Оба государства стали искать своё место в мировом порядке и стремились укрепить влияние за пределами субконтинента.
После обретения независимости между Индией и Пакистаном возникла напряжённость вокруг статуса Кашмира, что повлекло за собой многочисленные военные конфликты между этими двумя странами. В 1947 году началась Первая индо-пакистанская война, после которой территория Кашмира оказалась поделена между Пакистаном и Индией. С августа по сентябрь 1965 года страны участвовали во Второй индо-пакистанской войне, которая окончилась ничьей. В 1971 году состоялась Третья индо-пакистанская война, Пакистан проиграл битву за восточную часть страны, что привело к образованию независимого государства Бангладеш. После окончания Холодной войны противостояние между Индией и Пакистаном усилилось, территориальный спор по принадлежности Кашмира до сих пор не решён.
Правительство Пакистана стремится укрепить обороноспособность страны путём сотрудничества с другими государствами. Особое внимание было уделено созданию союзнических отношений с Соединёнными Штатами Америки. Важной частью внешней политики являлась ориентация на Западный мир и антикоммунистические движения. Пакистан также считает себя авангардом независимых мусульманских государств.

## Вооружённые силы

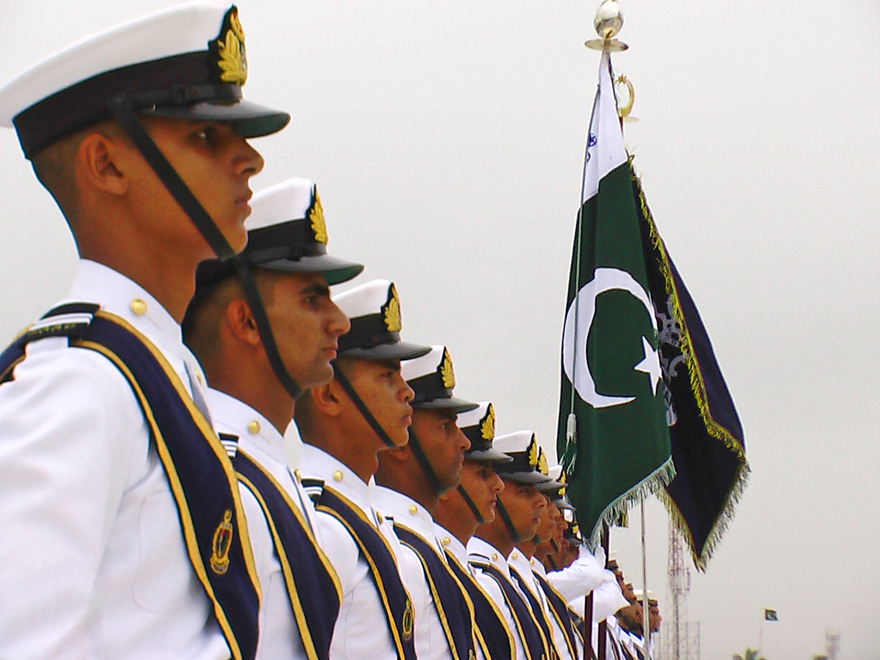
Офицеры военно-морского флота Пакистана

Вооружённые силы Пакистана являются шестыми по численности в мире. Сюда входят сухопутные войска, военный флот, ВВС и полуармейские формирования, участвующие в урегулировании местных конфликтов. Пакистан обладает ядерным оружием.
Армия в Пакистане всегда обладала огромным влиянием. Генералы часто переходили на высокие должности в гражданской администрации, активно участвовали в политических событиях страны, вводили чрезвычайное положение и устанавливали контроль над правительством. Последний пример такого рода — военный переворот 1999 года во главе с Первезом Мушаррафом.
Армия Пакистана принимала участие в трёх крупных конфликтах с Индией (1947, 1965 и 1971), в Каргильской войне.

## Административное деление

### Провинции
| 1 | Белуджистан                                 | Кветта       | провинция                       | 347 190   | 13 162 222  | 37,91   |
| 2 | Хайбер-Пахтунхва                            | Пешавар      | провинция                       | 74 521    | 26 896 829  | 360,93  |
| 3 | Пенджаб                                     | Лахор        | провинция                       | 205 344   | 91 379 615  | 445,01  |
| 4 | Синд                                        | Карачи       | провинция                       | 140 914   | 55 245 497  | 392,05  |
| 5 | Федеральная столичная территория            | Исламабад    | федеральная территория          | 906       | 1 151 868   | 1269,98 |
| 6 | Федерально управляемые племенные территории | Пешавар      | федеральная территория          | 27 220    | 4 452 913   | 163,60  |
| 7 | Азад-Кашмир                                 | Музаффарабад | пакистанская территория Кашмира | 11 639    | 3 631 224   | 311,99  |
| 8 | Гилгит-Балтистан                            | Гилгит       | пакистанская территория Кашмира | 72 520    | 1 155 755   | 15,94   |
| | Всего                                       |              |                                 | 880 2541) | 197 075 923 | 223,89  |
| 1) В общую площадь входят части союзных территории Индии Джамму и Кашмир и Ладакх, которые в настоящее время контролирует Пакистан (спорная территория Индии с Пакистаном). |                                             |              |                                 |           |             |         |

### Округа
| Провинция            | Количество округов                             |
| -------------------- | ---------------------------------------------- |
| Белуджистан          | 30                                             |
| Хайбер-Пахтунхва     | 25                                             |
| Пенджаб              | 36                                             |
| Синд                 | 23                                             |
| Столичная территория | 1                                              |
| Зона Племён          | 7 агентств и 6 пограничных регионов            |
| Азад Кашмир          | 10                                             |
| Гилгит-Балтистан     | 7                                              |
| Пакистан             | 132 округа, 7 агентств, 6 пограничных регионов |

## Экономика
Пакистан — индустриально-аграрная страна с многоукладной экономикой. Сельское хозяйство всё ещё имеет очень большое значение для экономики страны и составляет 20,8 % всего ВНП, хотя и промышленность усиленно развивается, составляя 24,3 % ВНП (в 2009 году). При этом в сельском хозяйстве занято 43 % работающих, а в промышленности — 20 %. Уровень безработицы — 15,2 % (в 2009 году).

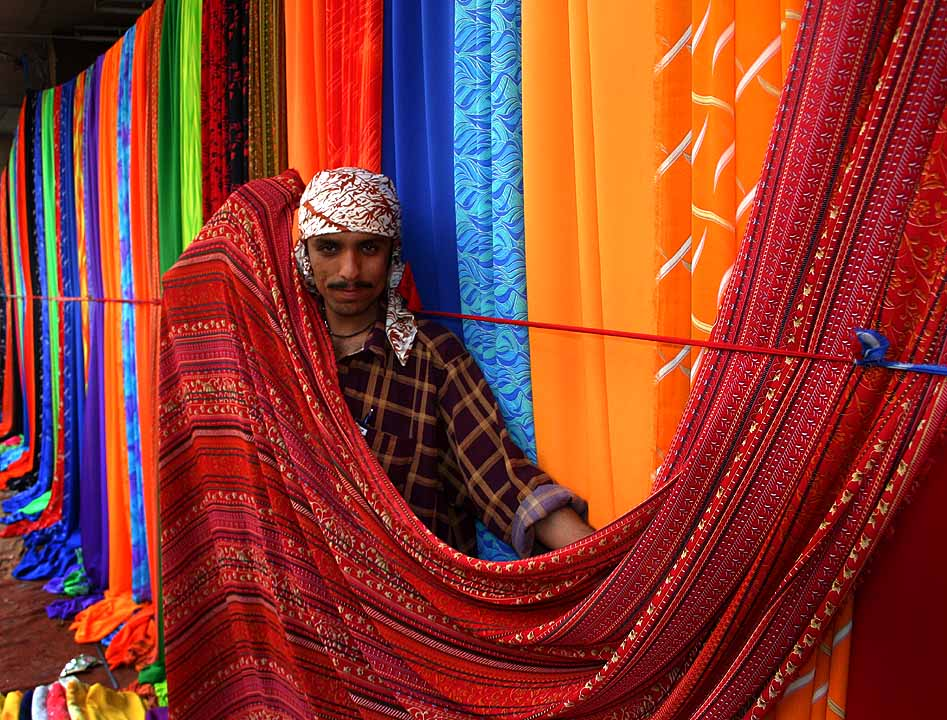
Лавка тканей в Пакистане

Экономика государства сильно зависима от погодных условий — от них напрямую зависят такие отрасли, как сельское хозяйство, текстильная промышленность, гидроэнергетика и водный транспорт.
В Пакистане ярко выражены пространственные различия в хозяйстве, обусловленные совместным действием различных факторов. Выделяются 4 историко-географические области, территориально близко совпадающие с административными провинциями — Панджабом, Синдом, Белуджистаном и Хайбер-Пахтунхва. Панджаб наиболее выделяется аграрным производством — здесь производится до 2/3 пшеницы, хлопчатника и сахарного тростника.
Рост ВВП Пакистана в 2005 финансовом году (закончился 30 июня 2005) составил 8,4 %. Две трети пакистанского экспорта составляет продукция текстильной и швейной промышленности. Основные аграрные культуры — хлопок и пшеница.

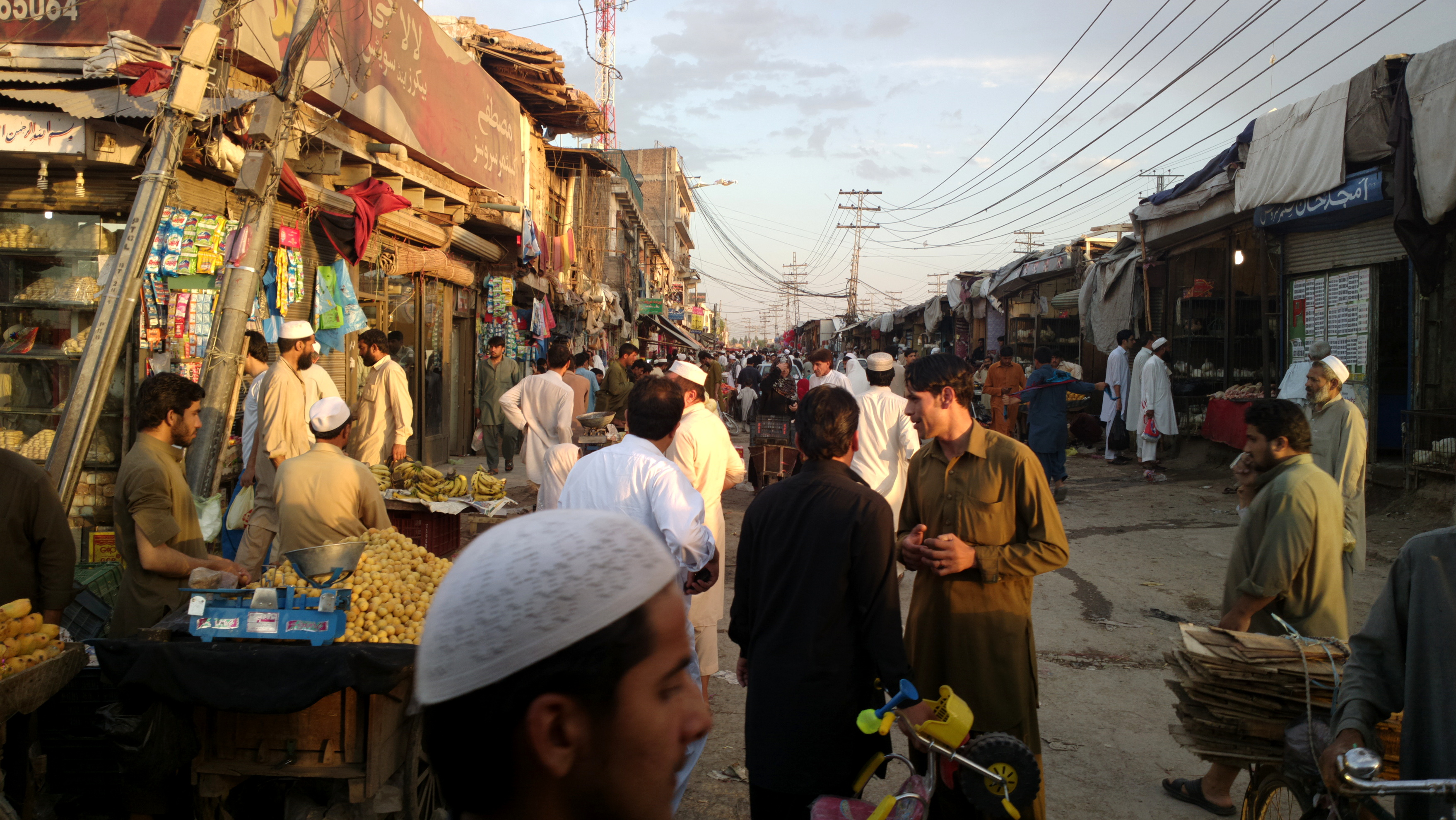
Пешавар

Правительство Первеза Мушаррафа проводило относительно либеральную экономическую политику. За последние годы были приватизированы несколько крупных банков, крупнейшая телекоммуникационная компания и ряд других.

### Сельское хозяйство
Пакистан произвёл в 2018 году:
- 25 млн тонн пшеницы (7 место в мире по производству);
- 10,8 млн тонн риса (10-й производитель в мире);
- 6,3 млн тонн кукурузы (20-й производитель в мире);
- 4,6 млн тонн картофеля (18-й производитель в мире);
- 67,1 млн тонн сахарного тростника (5-е место по производству в мире после Бразилии, Индии, Китая и Таиланда);
- 4,8 миллиона тонн хлопка (5-й по величине производитель в мире);
- 2,3 миллиона тонн манго (5-й по величине производитель в мире, уступая только Индии, Китаю, Таиланду и Индонезии);
- 471 тысяча тонн финика (6-й по величине производитель в мире);
- 2,1 млн тонн лука (6-й производитель в мире);
- 1,6 млн тонн апельсина (12-й производитель в мире);
- 593 тысячи тонн мандарина;
- 1601 тыс. тонн томатов;
- 545 тысяч тонн яблок;
- 540 тысяч тонн арбуза;
- 501 тысяча тонн моркови.

Скотоводство приносит примерно половину прибыли в аграрном секторе, составляя почти 11 % ВВП.

### Внешняя торговля
В 2016 году объём внешней торговли Пакистана составил: экспорт — 24,2 млрд долл. США, импорт — 48,1 млрд долл. США, отрицательное сальдо внешней торговли — 23,9 млрд долл. США.
Главные статьи экспорта: хлопок, текстиль и другие ткацкие товары, рис, кожа, мясо, сахар, фрукты. Основные покупатели: США — 15 % (3,58 млрд долл. США), Китай — 8 % (1,94 млрд долл. США), Германия — 7 % (1,7 млрд долл. США), Афганистан — 7 % (1,68 млрд долл. США), и Великобритания — 6 % (1,43 млрд долл. США).
Главные статьи импорта: машины и оборудование, электроника, нефтепродукты, химикаты, металлы и продовольствие. Главные поставщики: Китай — 30 % (14,2 млрд долл. США), Объединённые Арабские Эмираты — 12 % (5,84 млрд долл. США), США — 4,3 % (2,06 млрд долл. США), Индонезия — 4,2 % (2,02 млрд долл. США), и Япония — 4,2 % (2,01 млрд долл. США).
Товарооборот России с Пакистаном в 2017 году составил 541 044 426 долл. США, увеличившись на 33,59 % (136 049 940 долл. США) по сравнению с 2016 годом.
В структуре экспорта России в Пакистан в 2017 году основная доля поставок пришлась на следующие виды товаров: металлы и изделия, из них 31,43 % от всего объёма экспорта, продукция химической промышленности — 15,82 %, минеральные продукты — 12,87 %, древесина и целлюлозно-бумажные изделия — 12,73 %, продовольственные товары и сельскохозяйственное сырьё — 12,59 %, машины, оборудование и транспортные средства — 3,04 %. 
В структуре импорта России из Пакистана в 2017 году основная доля поставок пришлась на следующие виды товаров: текстиль и обувь — 59,38 % от всего объёма импорта, продовольственные товары и сельскохозяйственное сырьё — 23,79 %, продукция химической промышленности — 3,92 %, машины, оборудование и транспортные средства — 1,94 %.

### Валюта
Пакистанская рупия (PRe, PRs) состоит из 100 пайс. В ходу банкноты номиналом в 5000, 1000, 500, 100, 50, 20, 10, 5, 2 и 1 рупию, а также монеты достоинством в 2 и 1 рупию, 50, 25 и 10 пайс.

## Население

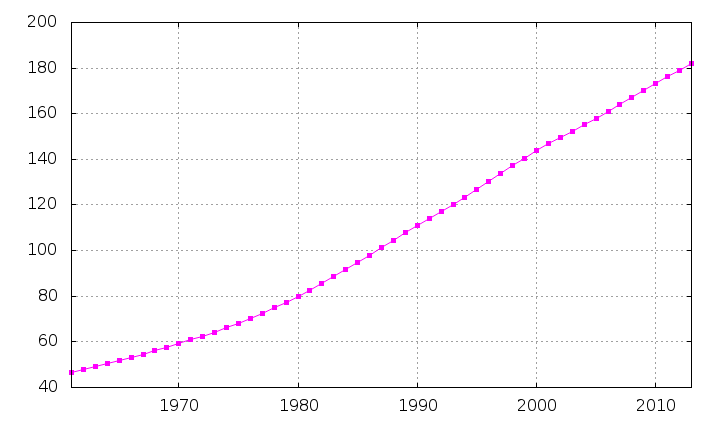
Демографическая кривая Пакистана

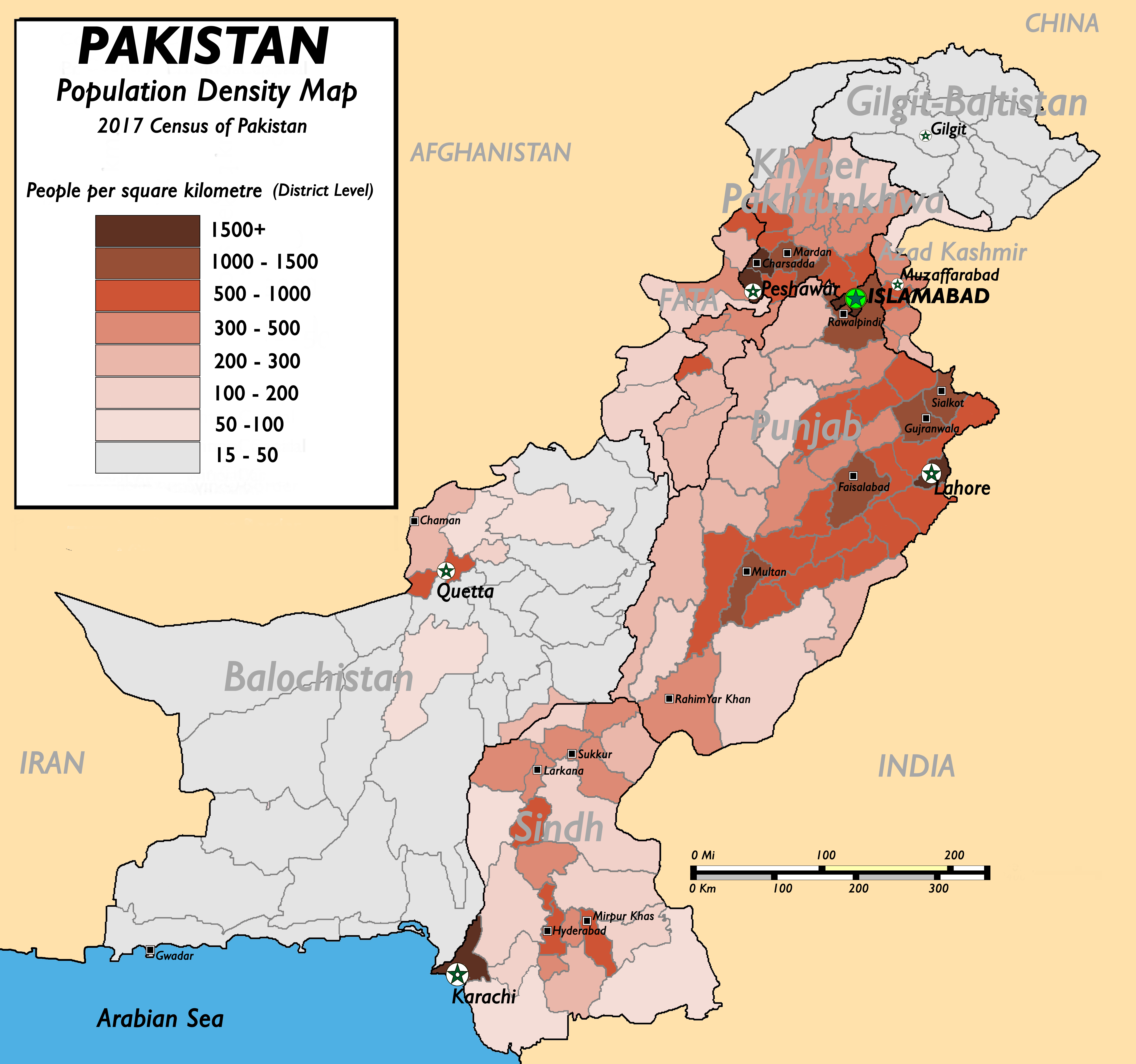
Плотность населения Пакистана

Возрастно-половая пирамида населения Пакистана на 1 июля 2021 года

Пакистан является одной из самых больших по численности населения стран мира (241 499 431 человек, 5-е место в мире — перепись 2023 года).
Основная часть населения проживает в долине реки Инд. Самые крупные города Пакистана расположены в восточной части страны (Карачи, Лахор, Равалпинди и др.). Городское население страны — 38,82 % (перепись 2023 года).
Этнический состав: пенджабцы — 44,7 %, пуштуны — 18,24 %, синдхи — 14,1 %, сераики — 8,4 %, мухаджиры — 7,6 %, белуджи — 3,6 % и др. (6,3 %).

### Языки
Согласно статье 251 Конституции Пакистана, национальным языком республики является урду, также известный как ла́шкари. При этом допускается использование английского языка в официальных делах в том случае, если не было распоряжения о замене его национальным языком. В провинциях Пакистана также имеют распространение такие языки, как панджаби, синдхи, белуджский, пушту и др.
В таблице показан процент от общей численности населения, по родному языку, среди этнических групп Пакистана:
| Номер | Язык         | 1998 перепись | 1986 перепись | 1965 перепись | 1953 перепись |
| ----- | ------------ | ------------- | ------------- | ------------- | ------------- |
| 1     | Панджаби     | 44,15 %       | --            | --            | --            |
| 2     | Пушту        | 15,42 %       | 14,15 %       | 12,47 %       | 10,16 %       |
| 3     | Синдхи       | 14,1 %        | 9,54 %        | --            | --            |
| 4     | Сирайки      | 10,53 %       | 9,54 %        | --            | --            |
| 5     | Урду         | 7,57 %        | --            | --            | --            |
| 6     | Белуджский   | 3,57 %        | 3,02 %        | 2,49 %        | 3,04 %        |
| 7     | Прочие языки | 4,66 %        | --            | --            | --            |

### Религия

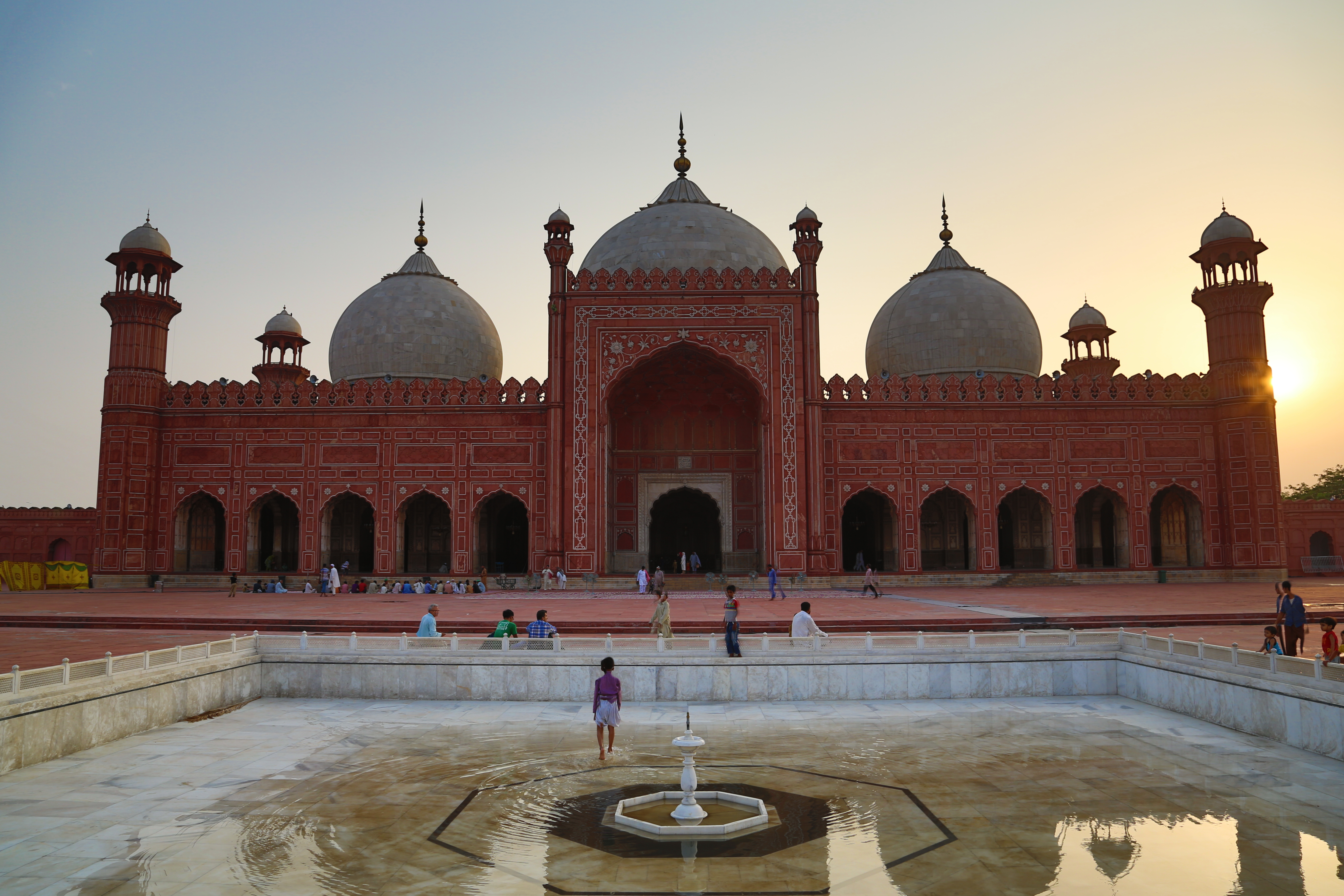
Мечеть Бадшахи

На 2017 год Пакистан является второй (после Индонезии) страной в мире по численности мусульманского населения и второй по численности мусульман-суннитов. 96,47 % его населения являются мусульманами, в том числе 91 % — сунниты, и 5 % — шииты.
Государственной религией Пакистана является ислам суннитского толка.
Конфессиональный состав населения:
- мусульмане — 200 352 754 (96,47 %);
- индуисты — 4 444 437 (2,14 %);
- христиане — 2 637 586 (1,27 %);
- ахмадие — 207 688 (0,09 %)[46];
- Остальные (сикхи, парсы, буддисты, иудеи, бахаи, анимисты и др.) — 20 767 (0,1 %). (Перепись населения Пакистана 2017 года)

Пакистан — это единственное государство, в котором ахмадие официально признаются не мусульманским меньшинством, поскольку, согласно мнению большинства исламских богословов, они не считают пророка Мухаммада последним пророком.
Поскольку начиная с переписи 1974 года Ахмадийская Мусульманская Община в Пакистане бойкотировала перепись населения, то данные переписей в части, касающейся ахмадие, считаются неточными, а полная численность ахмадие в Пакистане, по разным оценкам, составляет от 2 до 5 миллионов человек. Община мусульман-ахмади, проживающая в Пакистане, считается крупнейшей в мире.

### Крупнейшие города
| N  | Город       | Расположение     | Население  | N  | Город        | Расположение     | Население |
| -- | ----------- | ---------------- | ---------- | -- | ------------ | ---------------- | --------- |
| 1  | Карачи      | Синд             | 13 205 339 | 11 | Саргодха     | Пенджаб          | 600 501   |
| 2  | Лахор       | Пенджаб          | 7 129 609  | 12 | Бахавалпур   | Пенджаб          | 543 929   |
| 3  | Фейсалабад  | Пенджаб          | 2 880 675  | 13 | Сиалкот      | Пенджаб          | 510 863   |
| 4  | Равалпинди  | Пенджаб          | 1 991 656  | 14 | Суккур       | Синд             | 493 438   |
| 5  | Мултан      | Пенджаб          | 1 606 481  | 15 | Ларкана      | Синд             | 456 544   |
| 6  | Хайдарабад  | Синд             | 1 578 367  | 16 | Шекхупура    | Пенджаб          | 426 980   |
| 7  | Гуджранвала | Пенджаб          | 1 569 090  | 17 | Джанг        | Пенджаб          | 372 645   |
| 8  | Пешавар     | Хайбер-Пахтунхва | 1 439 205  | 18 | Рахимъяр-Хан | Пенджаб          | 353 112   |
| 9  | Кветта      | Белуджистан      | 896 090    | 19 | Мардан       | Хайбер-Пахтунхва | 352 135   |
| 10 | Исламабад   | столица          | 689 249    | 20 | Гуджрат      | Пенджаб          | 336 727   |

## Культура
Культура Пакистана основана на мусульманском наследии, но также включает и доисламские традиции народов Индийского субконтинента. Большое влияние на неё оказало и столетнее британское господство. В последние десятилетия, особенно среди молодёжи, заметно и влияние американской культуры: популярны голливудские фильмы, американские видеоигры, мультфильмы, комиксы, книги, а также мода (ношение джинсов и бейсболок), фастфуд, напитки и т. д.

### Музыка
В музыке и танцах местные тенденции, наблюдаемые в Пенджабе, Хайбер-Пахтунхве, Синде и Белуджистане, резко отличаются от тех, что характерны для общины урдуязычных пакистанцев. В первом случае прослеживается упор на народные песни и танцы, тогда как в культуре урду этот мотив отступил на второй план. Причина заключается, главным образом, в том, что большинство говорящих на этом языке жителей страны принадлежат к мухаджирам, лишившимся корневых связей с родными местами в Индии. Совет искусств Пакистана стремится сохранить устойчивость региональных стилей в танцах, музыке, скульптуре и живописи.

### Праздники
- День Пакистана[54] (23 марта) — в этот день в 1940 году была принята Лахорская резолюция.
- День Икбала (21 апреля) — день смерти национального поэта Мухаммада Икбала.
- День окончания поста Рамадан.
- Ид-и милад — день рождения пророка Мухаммеда.
- Ид уль-азха — праздник по случаю паломничества в Мекку.
- День независимости (14 августа).
- День рождения Джинны, основателя Пакистана (25 декабря).
- Новый год.

## Образование и наука
Только 63 % пакистанских детей закончили начальную школу. Кроме того, только 68 % пакистанских мальчиков и 72 % девочек достигают 5 класса. Дошкольное образование предназначено для детей 3—5 лет и состоит из трёх этапов: игровые группы, ясли и детский сад. После дошкольного образования ученики поступают в начальную школу. В средней школе практикуется раздельное обучение девочек и мальчиков, однако, в крупных городах также существуют школы с совместным обучением. Восемь базовых дисциплин — это урду, английский, математика, изобразительное искусство, наука, общественные науки, исламоведение и информатика. В программы некоторых школ также включаются языки стран-соседей Пакистана, в частности, арабский и китайский языки, а также французский.

## СМИ
Государственная радиокомпания — PBC (Pakistan Broadcasting Corporation, ریڈیو پاکستان «Радио Пакистан»), включает в себя региональные радиостанции, радиостанцию PBC News, государственная телекомпания PTV (Pakistan Television Corporation, پاكِستان ٹیلی وژن نیٹ ورک «Телевизионная сеть Пакистан»), включает в себя телеканал PTV Home и кабельные телеканалы; ранее включал в себя также PTV2, запущенный в 1992 году и закрытый в 2008 году.

## Спорт

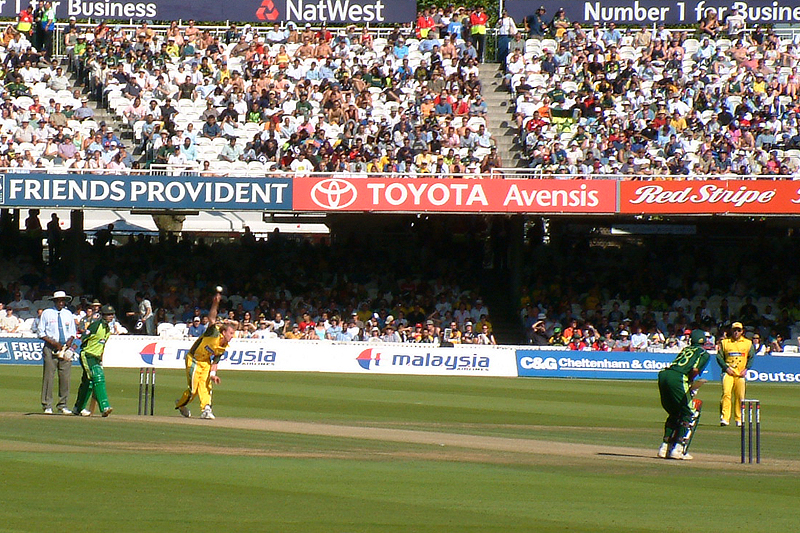
Крикет — наиболее популярный вид спорта

Самые распространённые виды спорта в Пакистане — футбол, хоккей на траве, большой и настольный теннис, борьба, бокс, тяжёлая атлетика, гольф, поло, плавание, сквош, бейсбол и крикет.

### Крикет
Наиболее популярный вид спорта в стране — крикет. Сборная команда Пакистана по крикету является одной из сильнейших в мире и борется за лидерство в международных соревнованиях с соперниками из Великобритании, Австралии, Индии. В 1992 году Пакистану удалось выиграть Кубок мира по крикету. С целью руководства и контроля за развитием крикета создан специальный национальный комитет. Шахид Африди — бывший капитан сборной Пакистана по крикету.

### Хоккей на траве
Из олимпийских видов спорта хоккей на траве безусловно является наиболее успешным для Пакистана. Из своих 10 олимпийских медалей за всю историю пакистанцы 8 выиграли именно в мужском хоккее на траве, в том числе всё золото и серебро. Трижды (1960, 1968 и 1984) пакистанцы становились олимпийскими чемпионами, трижды выигрывали серебро (1956, 1964, 1972) и дважды бронзу (1976 и 1992). Таким образом, с 1956 по 1984 годы Пакистан выигрывал награды на всех 7 Олимпиадах, в которых принимал участие (Игры-1980 в Москве Пакистан бойкотировал). Именно Пакистану в 1960 году в Риме удалось прервать победную серию Индии, которая выигрывала золото на 6 Олимпиадах подряд (в финале Пакистан обыграл Индию со счётом 1-0). Бронза хоккеистов на Олимпиаде-1992 в Барселоне остаётся на данный момент последней олимпийской наградой пакистанцев. Ещё две олимпийские награды принесли Пакистану борец вольного стиля Мохаммад Башир (бронза в 1960 году) и боксёр Саид Хусейн Шах (бронза в 1988 году).